# 六ツ和村
六ツ和村（むつわむら）は、愛知県海西郡にかつてあった村である。
現在の愛西市の一部（葛木町・後江町・戸倉町・塩田町など）に該当する。
村名は、6つの村が合併したことにちなみ付けられた。

## 歴史
- 1889年（明治22年）10月1日 - 塩田村、町野村、後江村、二老村、葛木村、戸倉村が合併し発足。
- 1906年（明治39年）7月1日 - 分割され廃止。
  - 二老・葛木・戸倉は、早尾村、五会村、立和村、川治村と合併し、立田村が発足。
  - 塩田は、開治村、八輪村と合併し、八開村が発足。

町野・二老は、木曽三川分流工事により木曽川の新河道となったため、集落は消滅している。